# 이숙자
이숙자(1980년 6월 17일 ~ )는 대한민국의 배구 선수이다. 키는 175cm이고, 포지션은 세터였다. 2023~2024시즌 대전 KGC인삼공사 수석코치였다. 
2024~2025시즌은 해설위원으로 활동하고 있다. 

## 약력
서정리초등학교에 다닐 때부터 배구를 시작하여 은혜고등학교 시절에 청소년 국가대표 주전 세터로 이름을 날렸다. 1998년 현대건설에 입단했지만 당시 같은 팀의 세터 강혜미에게 주전 경쟁에서 밀려 벤치 신세를 면치 못했다. 2004년에 강혜미가 은퇴하면서 프로 원년인 2005년 시즌부터 주전 세터의 자리에 앉게 되었다. 처음 주전을 맡았을 때는 불안한 모습을 보였지만, 2006–2007 시즌에 소속 팀 현대건설은 준우승을 차지했다.
2007년에는 FA 자격을 얻어 팀 동료 정대영과 함께 최고 연봉 금액을 받고 GS칼텍스 서울 KIXX로 이적했다. 이적한 직후에도 GS칼텍스의 공격수들과 호흡이 맞지 않는 경기를 보였으나, 후반으로 갈수록 조직력이 좋아지고 고른 토스 배분을 하며 2007–2008 시즌 챔피언 결정전에 진출하여 인천 흥국생명 핑크스파이더스를 제치고 챔피언 결정전 우승을 차지했다. 2012년 런던 올림픽 대표팀에서 백업 역할로 뛰며 8강 이탈리아전 김사니 교체로 들어와 경기의 리듬을 바꾸고 분위기를 이끌어 팀을 4강에 진출시키는 일등공신이 되었다. 2013–2014 시즌에는 부상으로 정상 컨디션을 보이지 못했음에도 나올 때마다 굵직한 역할을 하며 팀의 우승을 이끌었다. 우승 후 시즌 전 계획대로 은퇴를 발표했고 KBS N 스포츠의 해설위원으로 선임되었다. 보기와는 다르게 경기 중 센터들의 속공과 이동공격을 만드는 플레이에 과감함이 넘쳤었다. 현대건설부터 GS칼텍스까지 팀 동료로 함께한 정대영과는 현대건설 강혜미–장소연 명콤비 이후의 이숙자–정대영 명콤비로 불렸다. 국가대표 팀에서도 센터 지정희, 김세영, 양효진, 김나희 등을 여러 방면으로 잘 쓰면서 국가대표 팀 센터 공격력이 살아있다는 것을 보여주었다.
2015년 1월 3일, GS칼텍스 서울 KIXX의 마지막 평택 경기에서 은퇴식을 열었다.

## 소속 팀
- 1998년 ~ 2007년: 수원 현대건설 힐스테이트
- 2007년 ~ 2014년: GS칼텍스 서울 KIXX

## 국가대표 경력
- 2007년 아시아 선수권 대회
- 2008년 제1회 AVC컵 대회
- 2009년 아시아 선수권 대회
- 2011년 아시아 선수권 대회
- 2012년 런던 올림픽

## 수상 경력
- 2008년 제1회 AVC컵 대회 세터상